# Alessandra sarà sempre più bella
(Alcuni versi della canzone)
Alessandra sarà sempre più bella è un brano musicale scritto e interpretato dal cantautore romano Fabrizio Moro, è il secondo singolo estratto dall'album Via delle Girandole 10.
Il brano ha partecipato al Summer Festival ottenendo una nomination per il Premio RTL 102.5 - Canzone dell'estate.

## Il brano
Riguardo al brano Fabrizio Moro ha dichiarato:
Come dichiarato successivamente dallo stesso Moro in altre occasioni, nonostante il soggetto della canzone sia Alessandra, la vera dedica è rivolta ad un suo caro amico scomparso prematuramente, e Alessandra è la ragazza di cui Fabrizio era solito parlare a lui.
Un'altra versione del brano è stata registrata in collaborazione con i Modena City Ramblers ed è stata inserita nella special edition digitale di Via delle Girandole 10 disponibile solo su ITunes.

## Il video
Il videoclip ufficiale del brano è stato pubblicato il 22 giugno 2015 sul canale YouTube di Fabrizio Moro, ed è stato diretto da Fabrizio Cestari; il borgo che fa da cornice alla storia è San Gregorio da Sassola, con gli scorci del castello Brancaccio.